# Барское (Любимский район)
Барское — деревня в Любимском районе Ярославской области России.
С точки зрения административно-территориального устройства входит в состав Воскресенского сельского округа. С точки зрения муниципального устройства входит в состав Воскресенского сельского поселения.

## География
Расположена в северо-восточной части области, в подзоне южной тайги, к югу от реки Песколдыш, при автодороге 78Н-0315, на расстоянии примерно 11 километров (по прямой) к северо-западу от города Любима, административного центра района. Абсолютная высота — 139 метров над уровнем моря.
Поблизости находятся следующие населённые пункты: Баскаково, Благуново, Васильевское, Васиха, Добродеево, Зубово, Нестерово, Павловское, Ретивцево, Семенцево, другие.

### Климат
Климат характеризуется как умеренно-континентальный с умеренно-теплым влажным летом, умеренно-холодной зимой и ярко выраженными сезонами весны и осени. Среднегодовая температура — +3,2°С. Средняя температура самого тёплого месяца (июля) — +18,2°С; самого холодного месяца (января) — −11,7°С. Абсолютный максимум температуры — +34°С; абсолютный минимум температуры — −35°С.

## Население
| 2007 | 2010 |
| ---- | ---- |
| 3    | ↘2   |

## Инфраструктура
Личное подсобное хозяйство с зоной сельскохозяйственного использования, индивидуальная застройка усадебного типа.

## Транспорт
Деревня доступна автотранспортом.